# از پوست نارنگی مدد
از پوست نارنگی مدد (به انگلیسی: Trust The Tangerine Peel) نام هفتمین آلبوم رسمی محسن نامجو است که در مه ۲۰۱۴ در خارج از ایران منتشر شد.

## قطعات
| #  | نام ترانه        | ترانه‌سرا                       | آهنگساز    | تنظیم      | توضیحات                                        |
| -- | ---------------- | ------------------------------ | ---------- | ---------- | ---------------------------------------------- |
| ۱  | رضاخان           | محسن نامجو                     | محسن نامجو | محسن نامجو |                                                |
| ۲  | رودست (لیلا)     | محسن نامجو، مسعود قارداش‌پور    | محسن نامجو | محسن نامجو | براساس آهنگ لیلای اریک کلپتون و جیم گوردون     |
| ۳  | آدمِ پوچ          | ابراهیم منصفی (رامی)           | محسن نامجو | محسن نامجو | براساس آهنگی از ابراهیم منصفی                  |
| ۴  | منْ مست           | مولانا                         | محسن نامجو | محسن نامجو | براساس انحرافی در هوشیاری من از تانیتا تیکارام |
| ۵  | نارنگی (خراسانی) | مظهر، وصال، داوری، محسن نامجو  | محسن نامجو | محسن نامجو | براساس اشعار صوفی شهر تربت جام                 |
| ۶  | ابر اگر          | ترانهٔ محلی شاختایی، مولانا     | محسن نامجو | محسن نامجو |                                                |
| ۷  | دردا             | آرزو خسروی، محسن نامجو، مولانا | محسن نامجو | محسن نامجو |                                                |
| ۸  | بارون            | مهدی اخوان ثالث                | محسن نامجو | محسن نامجو |                                                |
| ۹  | گل مَمَّد           | لالایی محلی سبزواری، حافظ      | محسن نامجو | محسن نامجو | براساس یه عالمه عشق از لد زپلین                |
| ۱۰ | هیچی             | محسن نامجو                     | محسن نامجو | محسن نامجو |                                                |

## نوازندگان
- Greg Ellis (پرکاشن)
- کسری سبکتکین (باس)
- سیامک سنایی (گیتار آکوستیک)
- Jimmy Mahlis (گیتار الکتریک)
- محمد تالانی (گیتار آکوستیک و الکتریک)
- صبا علیزاده (کمانچه)
- محسن نامجو (سه‌تار و آواز)
- ممد زاده (پرکاشن در بارون)

## عوامل
- تنظیم: محسن نامجو و ممد زاده
- تهیه‌کننده: ممد زاده
- مسترینگ: Bob Katz
- گرافیک: رضا عابدینی
- ناشر: دف دف پروداکشن